# Isanzu
Isanzu è una circoscrizione rurale (rural ward) della Tanzania situata nel distretto rurale di Nzega, regione di Tabora. Conta una popolazione di 12 508 abitanti (censimento 2012).